# Neolophonotus setiventris
Neolophonotus setiventris là một loài ruồi trong họ Asilidae. Neolophonotus setiventris được Loew miêu tả năm 1858. Loài này phân bố ở vùng nhiệt đới châu Phi.